# Lina Jonn
Carolina Johnsson (Stora Råby, Escania, 8 de marzo de 1861-Noruega, 25 de diciembre de 1896), más conocida como Lina Jonn, fue una fotógrafa sueca.

## Biografía

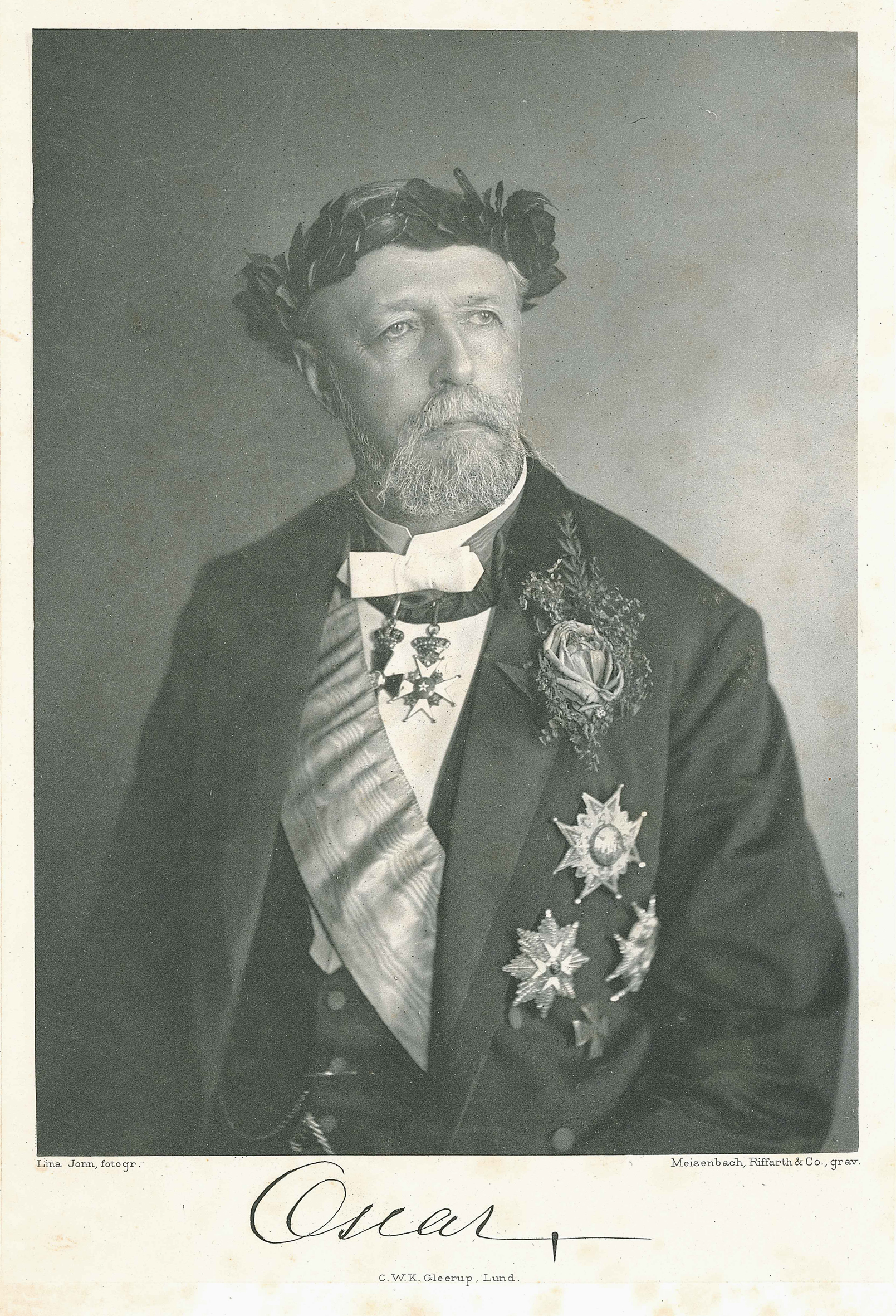
Fotografía del rey Óscar II de Suecia, 1893.

Nació en el pueblo de Stora Råby, cerca de Lund, provincia de Escania, al suroeste de Suecia. Fue la segunda más joven de una familia de siete hermanos. Sus padres, Jöns Johnsson y Hanna Johnsson (apellido de soltera Pålsdotter) eran granjeros. Se interesó por el arte desde una edad temprana, así que comenzó a dibujar y pintar, al igual que sus hermanas. Estudió alemán, francés e inglés, primero en Lund y posteriormente en Neuchâtel, Suiza. Más tarde viajó a Leicester, Reino Unido, donde trabajó como instructora de música, idiomas y dibujo. Aunque quiso formarse como profesora de educación física, su postulación a la Gymnastik- och idrottshögskolan fue rechazada debido a una escoliosis.
Tras estudiar pintura en Suiza y alemán en Hannover, comenzó a trabajar como aprendiz del fotógrafo Per Alexiz Brandt, un amigo de su hermano, en Helsingborg. En 1891 abrió su propio estudio fotográfico en Lund, donde recibió la colaboración de sus hermanas. Además de realizar retratos, Jonn transportaba su equipamiento para fotografiar instalaciones industriales, vida callejera y paisajes de Escania. Entre los fotógrafos que iniciaron sus carreras en el estudio se encuentran Per Bagge y Albert W Rahm.
Jonn participó en numerosas exposiciones y concursos fotográficos. En 1893 tuvo la oportunidad de fotografiar al rey Óscar II de Suecia, quien estaba de paso en Lund para recibir un título honorífico de la Universidad de Lund. La imagen, que retrata al monarca con una corona de hojas de laurel, tuvo una amplia difusión y cimentó su reputación como fotógrafa.
El 9 de diciembre de 1895 se casó con el granjero noruego Gudbrand Ole Tandberg y se mudó con él al pueblo de Hønefoss. Tuvieron un hijo, John, que nació el 1 de noviembre de 1896. Algunas semanas después del nacimiento, el 25 de diciembre, Lina Jonn falleció de un fallo cardiaco.